# Sømrokke
Sømrokken (latin: Raja clavata) er en bruskfisk i ordenen rokker, der er udbredt fra Nordnorge til Middelhavet. Den er almindelig i Vesterhavet, Skagerrak og det dybe Kattegat. Hunnen måler op til 120 cm, mens den mindre han er 70 cm. Spredt på oversiden samt i rækker på ryggens midte og ud ad halen findes store torne, der har en sømhovedlignende roddel, fra hvilken selve tornen krummer sig bagud. Sømrokken lever mest på blød bund i 20-100 meters dybde, hvor den skjuler sig, så kun øjnene stikker op over sandet.

## Beskrivelse
Sømrokken lever af krabber, håising, tobis og andre bunddyr. Den yngler sommeren igennem. De glatte mørke ægkapsler er seks cm lange og fire cm bredde og ses ofte opskyllet på stranden. Hannens bugfinner er som hos andre rokker omdannet til parringsorganer, der næsten når til midt på halen. De kønsmodne hanner har ligesom andre ægte rokker (Rajidae) såkaldte karter, der er krumme hudtænder. De findes i felter på de vingeformede brystfinners overside nær hjørnerne.
Sømrokken styrer med halen, og "flyver" langsomt gennem vandet med bugfinnerne, der bølger op og ned. Der sidder, som hos andre rokker, to gange fem gælleåbninger på undersiden lidt bag munden.
Dens kød smager som hummer ligesom for de andre arter af ægte rokker.